# ひたちなか郵便局

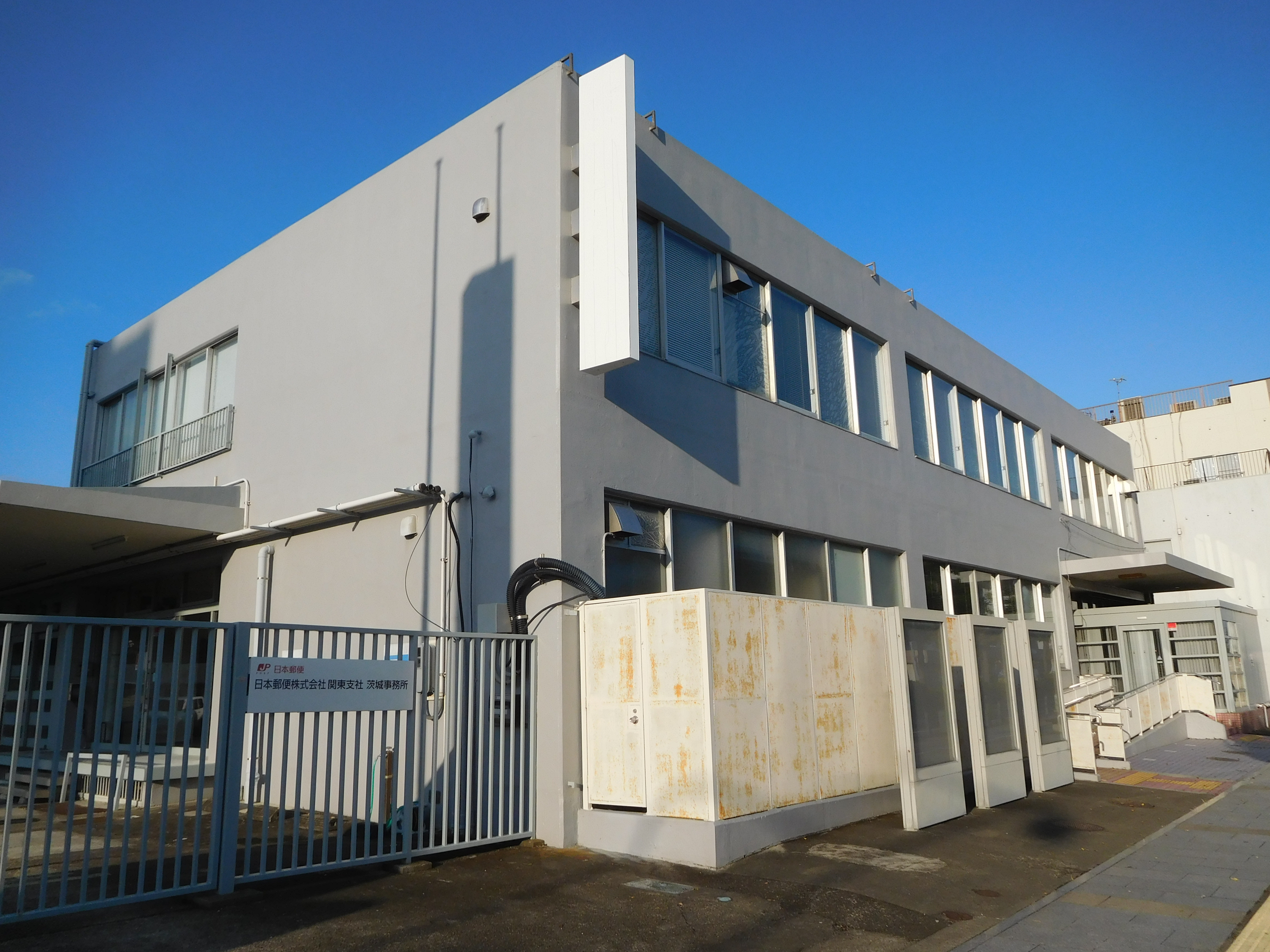
旧局舎（日本郵便関東支店茨城事務所）

ひたちなか郵便局（ひたちなかゆうびんきょく）は茨城県ひたちなか市石川町28-1にある郵便局。民営化前の分類では集配普通郵便局であった。

## 沿革
- 1914年（昭和14年）3月1日 - 勝田郵便局として開局。
- 1955年（昭和30年）8月16日 - 馬渡郵便局および高場郵便局[1]から集配事務を移管[2]。
- 1957年（昭和32年）1月16日 - 馬渡郵便局および高場郵便局[1]から電話交換事務を移管。
- 1960年（昭和35年）11月1日 - 特定郵便局から普通郵便局に局種別改定。
- 1964年（昭和39年）2月20日 - 電話交換および和文電報配達事務を、勝田電報電話局に移管。
- 1973年（昭和48年）12月3日 - 勝田市中央町から同市東石川に移転。
- 1999年（平成11年） - 外国通貨の両替および旅行小切手の売買に関する業務取扱を開始。
- 2001年（平成13年）10月29日 - ひたちなか市東石川一丁目10-20から同市石川町28-1に移転するとともに、ひたちなか郵便局に改称。
- 2002年（平成14年）3月25日 - 那珂湊郵便局[3]から集配業務を移管。
- 2007年（平成19年）3月5日 - 東海郵便局から集配業務を移管[4]。
- 2007年（平成19年）10月1日 - 民営化に伴い、併設された郵便事業ひたちなか支店に一部業務を移管。
- 2012年（平成24年）10月1日 - 日本郵便株式会社発足に伴い、郵便事業ひたちなか支店をひたちなか郵便局に統合。

## 取扱内容
- 郵便、印紙、ゆうパック、内容証明
- 貯金、為替、振替、振込、国際送金、外貨両替・トラベラーズチェック、国債、投資信託
- 生命保険、バイク自賠責保険、自動車保険、変額年金保険、がん保険、引受条件緩和型医療保険
- ゆうちょ銀行ATM
- ひたちなか市内および那珂郡東海村内の集配業務
- ゆうゆう窓口

## 周辺
- ひたちなか市役所
- ひたちなか警察署
- ひたちなか市立中央図書館
- ひたちなか市立東石川小学校
- 日本郵便関東支店茨城事務所 - 当局が2001年（平成13年）に移転改称した際の旧局舎に入居している。

## アクセス
- JR常磐線、ひたちなか海浜鉄道湊線 勝田駅（東口）から徒歩約7分
- 茨城交通バス NTT前停留所、ひたちなか市コミュニティバス「スマイルあおぞらバス」 中央公民館・ひたちなか郵便局停留所下車
- 東水戸道路 ひたちなかICから北西へ約5.5km、常磐自動車道 那珂ICから南東へ約11km
- 駐車場あり：29台